# Weak in the Presence of Beauty
Weak in the Presence of Beauty is een nummer van de Britse groep Floy Joy uit 1986. In 1987 bracht de Britse zangeres Alison Moyet een cover van het nummer uit, als tweede single van haar tweede soloalbum Raindancing.
De versie van Floy Joy werd nergens een hit. De versie van Moyet werd echter wel een hit, vooral in Europa en Oceanië. In het Verenigd Koninkrijk behaalde haar versie de 6e positie. In Nederland werd de plaat veel gedraaid op Radio 3 en werd een bescheiden hit. De plaat bereikte de 16e positie in de Nederlandse Top 40 en de 25e positie in de Nationale Hitparade. In België in de Vlaamse Radio 2 Top 30 kwam de plaat tot de 18e positie.